# Allmannwappner
Allmannwappner ist ein deutsches Architekturbüro, das 1987 von Markus Allmann und Amandus Sattler in München gegründet wurde. Zwischen 1993 und 2021 firmierten sie als Allmann Sattler Wappner durch Einstieg von Ludwig Wappner. Seit 2022 firmiert das Büro durch Ausschied von Amandus Sattler als Allmannwappner.

## Partner
Markus Allmann lehrte als Internationaler Gastprofessor an der Peter Behrens School of Arts und ist seit 2006 Professor am Institut für Raumkonzeption und Grundlagen des Entwerfens der Universität Stuttgart.
Amandus Samsøe Sattler war Mitgründer der Studiengemeinschaft für Kunst und Architektur „Sprengwerk“. Amandus Sattler lehrte als Vertretungsprofessor an der Fachhochschule Köln und hatte Lehraufträge an der Akademie der Bildenden Künste München und der École Nationale Supérieur d‘Architecture in Nancy.
Ludwig Wappner war Mitgründer der Studiengemeinschaft für Kunst und Architektur „Sprengwerk“. Ludwig Wappner lehrte als Gastprofessor an der Hochschule für Technik Stuttgart und seit 2010 als Professor für Baukonstruktion und Entwerfen am Karlsruher Institut für Technologie.

## Bauwerke (Auswahl)
Nach Angaben des Journalisten und Architekturkritikers Klaus-Dieter Weiss sind unter anderem „klare Linien“, „leichte schwebende Baukörper“ und „einfache Materialien“ für Bauwerke von Allmann Sattler Wappner Architekten charakteristisch. 1997 erhielt das Architekturbüro den Deutschen Architekturpreis für das Samuel-von-Pufendorf-Gymnasium in Flöha. Es handelte sich um das erste größere Projekt von Allmann Sattler Wappner Architekten, das dem Unternehmen gleichzeitig überregional Bekanntheit verschaffte. Das Bauwerk wurde als „ein Monument des Sozialen ohne Monumentalität“ gewürdigt. Bis Ende der 1990er Jahre entwickelte sich Allmann Sattler Wappner Architekten zu einem „Hoffnungsträger“ moderner deutscher Architektur, wie Niklas Maak und Gerhard Matzig in der Süddeutschen Zeitung urteilten.
- 2002: Herz-Jesu-Kirche, München[15][16][17]
- seit 2005: Corporate Architecture der Audi-Autohäuser[18]
- 2006: Haus der Gegenwart, München[19]
- 2008: Düsseldorf Arcaden[20]
- 2009: Dornier-Museum, Friedrichshafen
- Schulungs- und Verwaltungsgebäude des Arbeitgeberverbands Südwestmetall in Reutlingen[21]
- 2011: Pasing Arcaden[22]
- 2013: Neugestaltung der Umgebung des Kölner Doms[23]
- 2015: Modernisierung des Sperrgeschosses unter dem Münchner Marienplatz
- 2023: Neubau Hochhaus am Europaplatz, Berlin

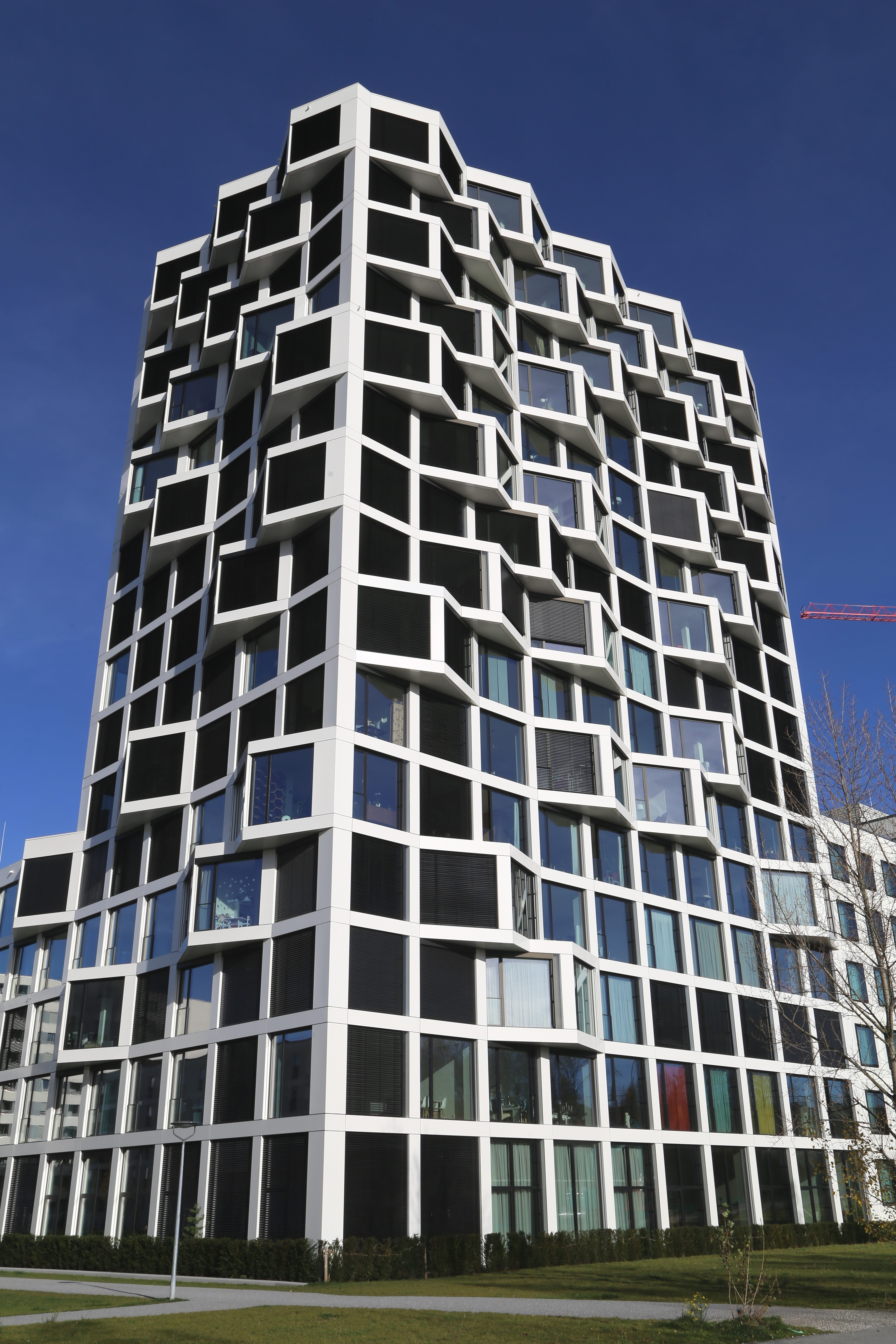
Wohnhochhäuser 'Friends' am Hirschgarten, München (2017)
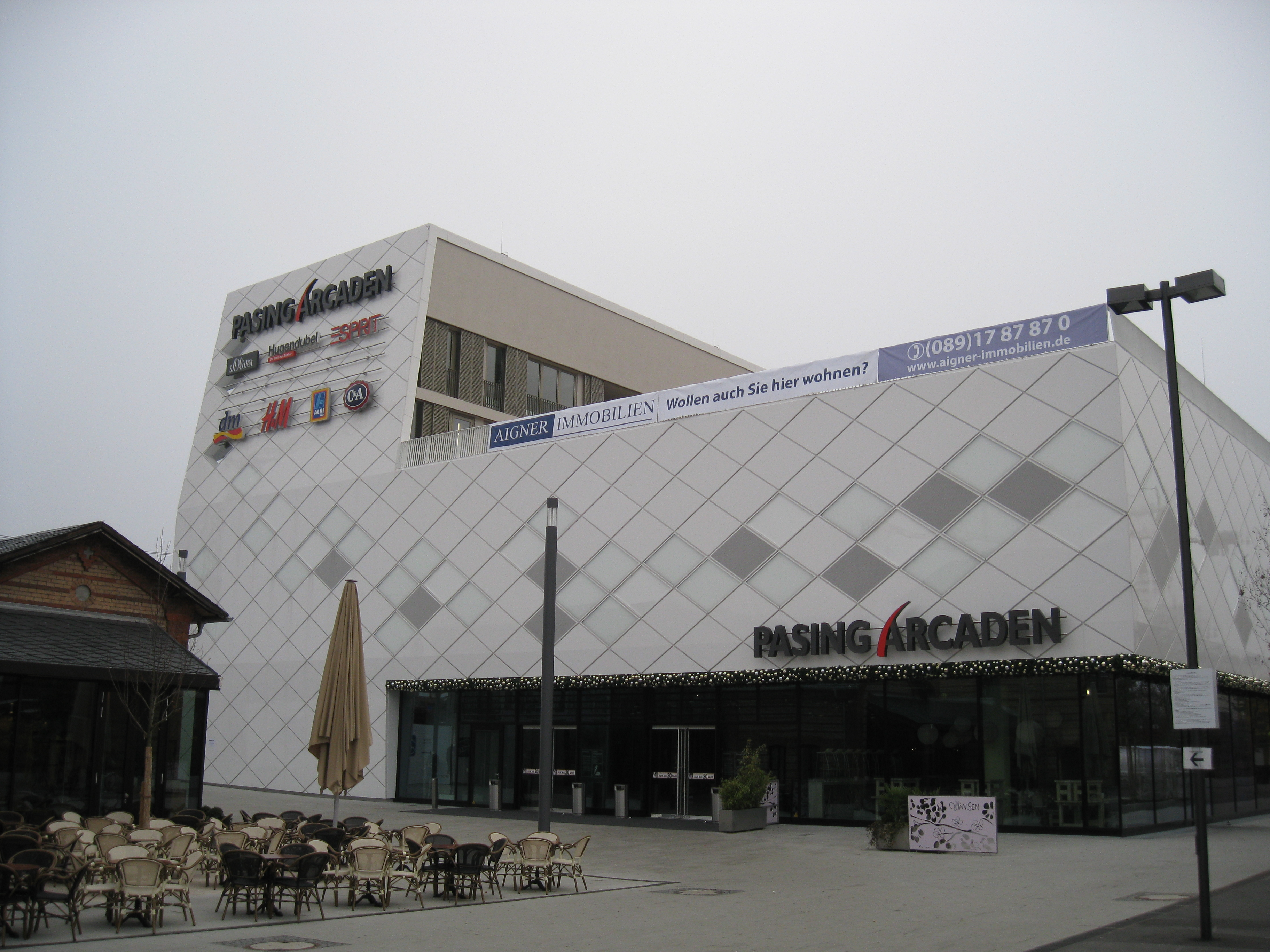
Pasing Arcaden, München (2011)
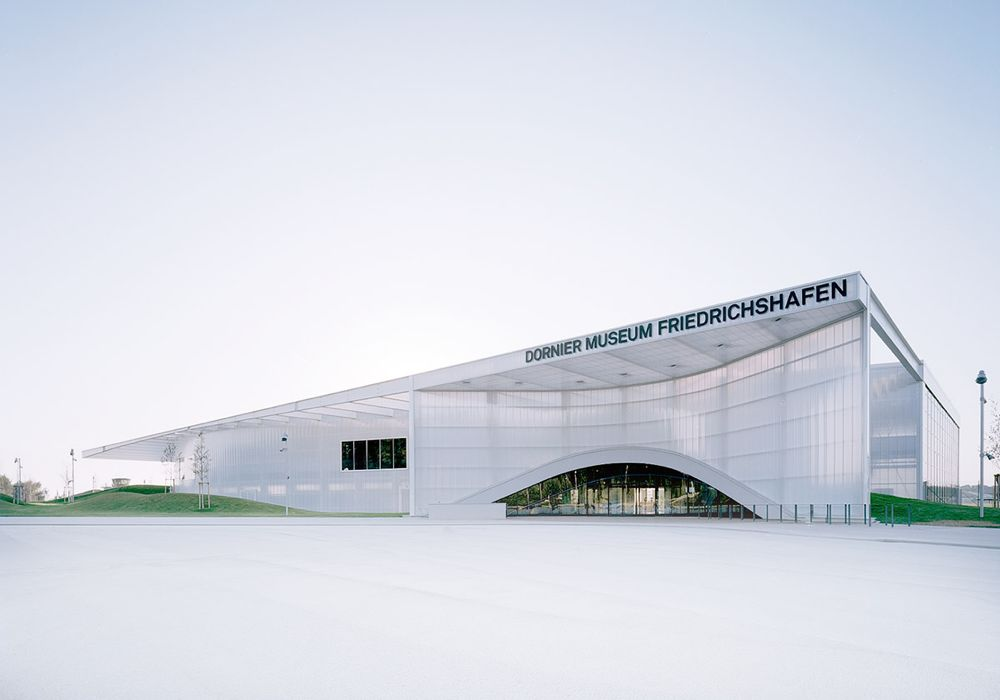
Dornier-Museum, Friedrichshafen (2009)
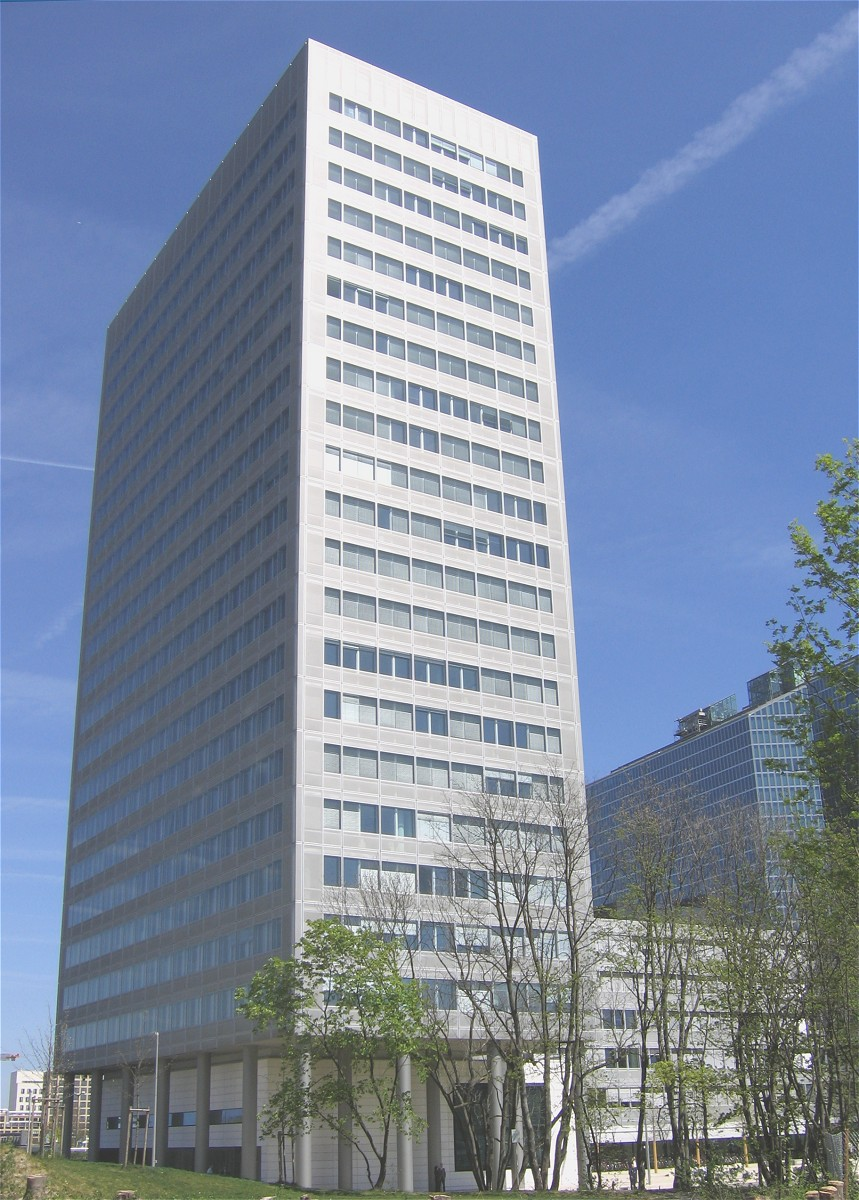
Münchner Tor, München (2007)
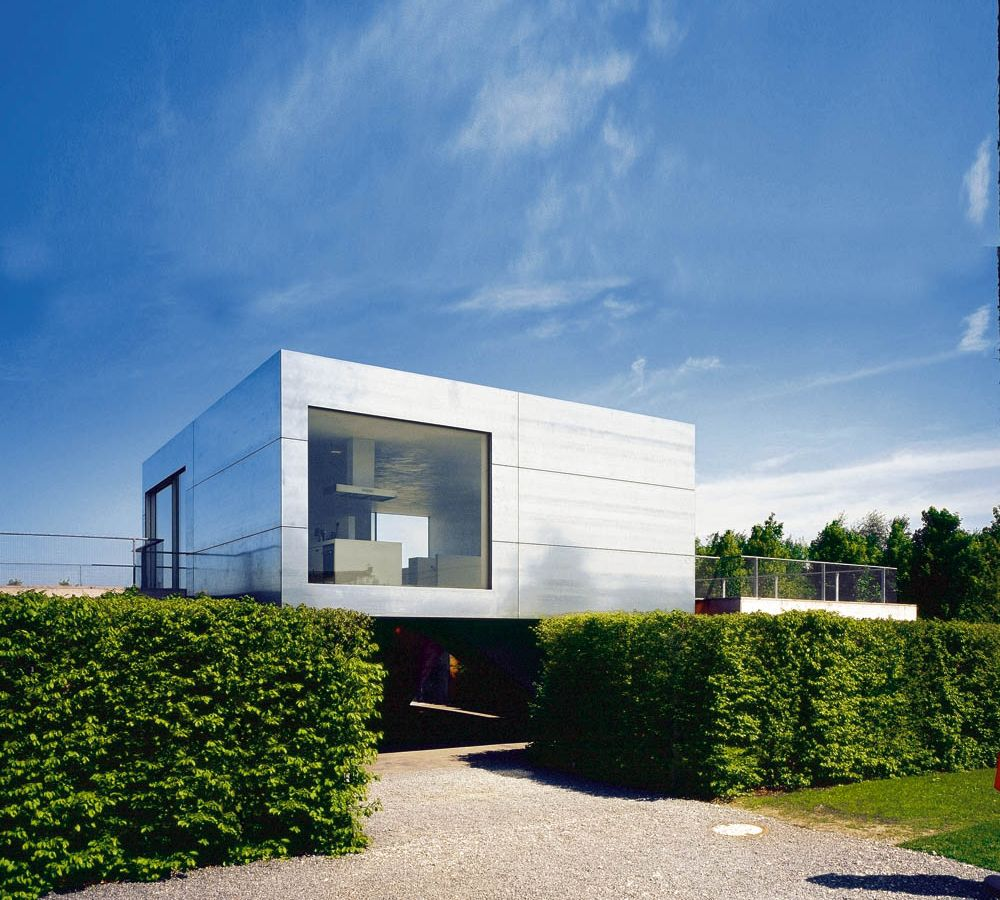
Haus der Gegenwart, München (2006)
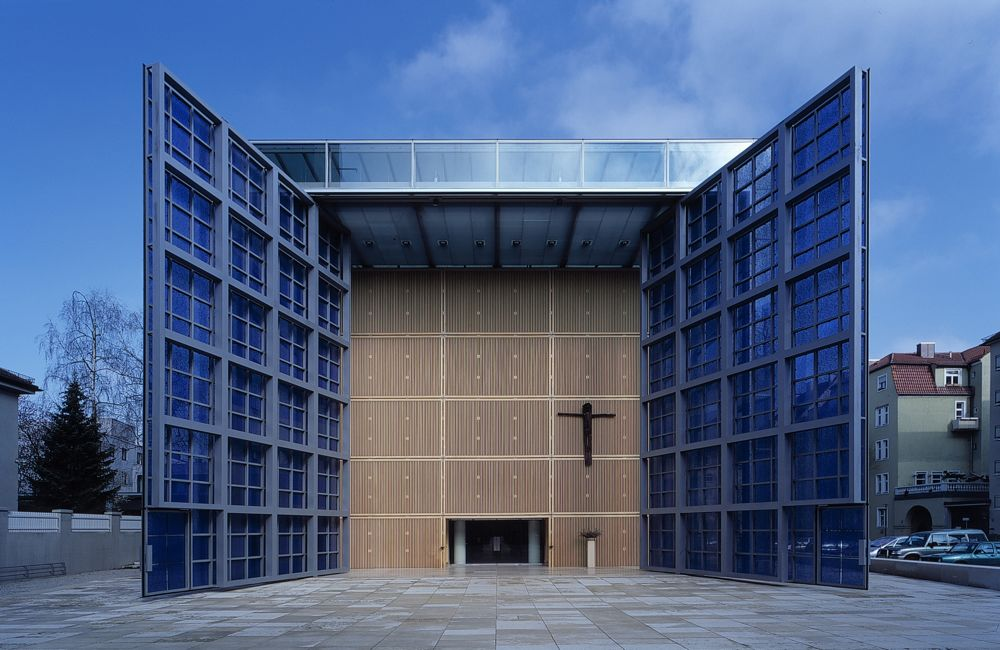
Herz-Jesu-Kirche, München (2002)

## Preise
- 1993: Förderpreis für Architektur der Landeshauptstadt München[24]
- 1997: Deutscher Architekturpreis für Samuel-von-Pufendorf-Gymnasium, Flöha[25]
- 1999: Hessischer Denkmalschutzpreis für Umgestaltung der Ehemaligen Heyne-Fabrik, Offenbach am Main[26]
- 2004: LEAF Award
- 2006: Hugo-Häring-Preis für ein Gebäude von Südwestmetall, Reutlingen[27]
- 2006: ECOLA Award[19]
- 2007: Deutscher Fassadenpreis für BASF-Servicezentrum, Ludwigshafen[28]

## Vorträge
- 2006: Kunstverein Ingolstadt[29]